# Krotz Manufacturing Company
Krotz Manufacturing Company war ein US-amerikanischer Hersteller von Automobilen.

## Unternehmensgeschichte
Alvaro S. Krotz gründete 1903 das Unternehmen in Springfield in Ohio. Im März 1903 kündigte er die Produktion und im Juni 1903 die Vermarktung an. Für 1904 ist die Produktion gesichert überliefert. Der Markenname lautete Krotz. 1904 endete die Produktion.
Krotz war später an der Krotz-Defiance Auto Buggy Company beteiligt.

## Fahrzeuge
Im Angebot standen Elektroautos. Die Fahrzeuge hatten Vollgummireifen. Ansonsten ähnelten sie anderen Elektroautos der Epoche.